# フランシス・シーモア＝コンウェイ (初代ハートフォード侯爵)

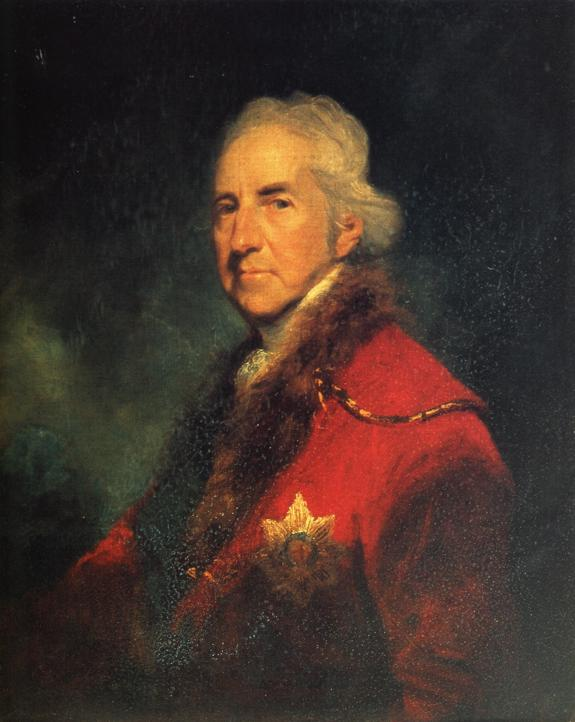
1785年にジョシュア・レノルズが描いた初代ハートフォード侯

初代ハートフォード侯爵フランシス・シーモア＝コンウェイ（英語: Francis Seymour-Conway, 1st Marquess of Hertford, KG, PC, PC (Ire), 1718年7月5日 - 1794年6月14日）は、イギリスの貴族、外交官、政治家。
駐フランス大使（在職：1763年 - 1765年）、アイルランド総督（在職：1765年 - 1766年）、宮内長官（在職：1766年 - 1782年）などを歴任した。1732年に父からコンウェイ男爵の爵位を継承し、1750年にはハートフォード伯爵、1793年にはハートフォード侯爵に叙せられた。

## 経歴

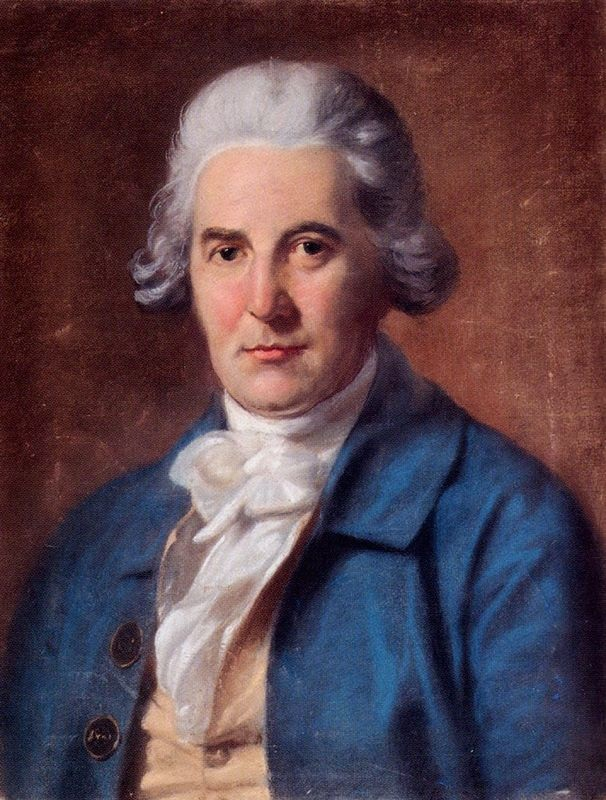
ヒュー・ダグラス・ハミルトンが描いた初代ハートフォード侯

1718年7月5日、初代コンウェイ男爵フランシス・シーモア＝コンウェイとその妻シャーロット（旧姓ショーター）の長男として生まれる。サマセット公爵シーモア家の分流の家柄であった。
イートン校を卒業した。1732年2月3日の父の死により第2代コンウェイ男爵位（イングランド貴族爵位）と第2代コンウェイ＝キルルター男爵位（アイルランド貴族爵位）を継承した。
1750年にアイルランド王国枢密顧問官（PC (Ire)）に列し、同年8月3日にはハートフォード伯爵位とビーチャム子爵位（いずれもグレートブリテン貴族）を与えられた。この2つの爵位は弟ヘンリーへの特別継承権を認めていた。
1757年にガーター勲章を受勲。1757年から死去までウィリックシャー知事を務め、1763年にはグレートブリテン王国枢密顧問官（PC）に列する。
1763年から1765年にかけて駐フランス大使を務めた。1765年から1766年まではアイルランド総督を務めた。ついで1766年から1782年まで宮内長官を務めた。その間の1766年9月から11月にかけて主馬頭、1775年から1776年にかけてモントゴメリーシャー知事も務めた。
1793年7月5日にはハートフォード侯爵位とヤーマス伯爵位（いずれもグレートブリテン貴族）を与えられた。
翌1794年6月14日に死去した。爵位は長男フランシスが継承した。

## 栄典

### 爵位
1732年2月3日の父の死により以下の爵位を継承。
- ウォリック州におけるラグリーの第2代コンウェイ男爵 (2nd Baron Conway, of Ragley in the County of Warwick)
（1703年3月17日の勅許状によるイングランド貴族爵位）
- アントリム県におけるキルルターの第2代コンウェイ＝キルルター男爵 (2nd Baron Conway and Killultagh, of Killultagh in the County of Antrim)
（1712年10月16日の勅許状によるアイルランド貴族爵位）

1750年8月3日に以下の爵位を新規に与えられる
- 初代ハートフォード伯爵 (1st Earl of Hertford)
（勅許状によるグレートブリテン貴族爵位。自身の男系男子の他、弟ヘンリーへの特別継承規定あり）
- 初代ビーチャム子爵 （1st Viscount Beauchamp）
（勅許状によるグレートブリテン貴族爵位。自身の男系男子の他、弟ヘンリーへの特別継承規定あり）

1793年7月5日に以下の爵位を新規に叙される。
- 初代ハートフォード侯爵 (1st Marquess of Hertford)
（勅許状によるイングランド貴族爵位）
- ノーフォーク州における初代ヤーマス伯爵（英語版） (1st Earl of Yarmouth in the County of Norfolk)
（勅許状によるグレートブリテン貴族爵位）

### 勲章
- 1757年、ガーター騎士団（勲章）ナイト（KG）[3][2]

## 家族
1741年に第2代グラフトン公爵チャールズ・フィッツロイの娘イザベラ（1726年 - 1782年）と結婚。彼女との間に以下の13子を儲けた。
- 第1子(長男)フランシス・シーモア＝コンウェイ（英語版）（1743年 - 1822年） - 第2代ハートフォード侯爵位を継承
- 第2子(長女)アン・シーモア＝コンウェイ（1744年 - 1784年） - 初代ドロヘダ侯爵チャールズ・ムーアと結婚
- 第3子(次男)ヘンリー・シーモア＝コンウェイ（英語版）（1746年 - 1830年） - 庶民院議員
- 第4子(次女)サラ・フランセス・シーモア＝コンウェイ（1747年 - 1770年） - 初代ロンドンデリー侯爵ロバート・ステュワートと結婚
- 第5子(三男)ロバート・シーモア＝コンウェイ（英語版）（1748年 - 1831年） - 庶民院議員
- 第6子(三女)ガートルード・シーモア＝コンウェイ（1750年 - 1782年） - 第2代グラディソン伯爵（英語版）ジョージ・メーソン＝ヴィリアーズと結婚
- 第7子(四女)フランセス・シーモア＝コンウェイ（1751年 - 1820年） - リンカン伯(儀礼称号)ヘンリー・ペラム＝クリントンと結婚
- 第8子(四男)エドワード・シーモア＝コンウェイ（1752年 - 1785年）
- 第9子(五女)エリザベス・シーモア＝コンウェイ（1754年 - 1825年） - ルイージ・ジャッフェーリ（フランス語版）と結婚
- 第10子(六女)イザベラ・レイチェル・シーモア＝コンウェイ（1755年 - 1825年）  - ジョージ・ハットンと結婚
- 第11子(五男)ヒュー・シーモア（英語版）（1759年 - 1801年） - 海軍軍人。ハートフォード侯位は5代以降彼の子孫が継承
- 第12子(六男)ウィリアム・シーモア＝コンウェイ（1759年 - 1837年）
- 第13子(七男)ジョージ・シーモア＝コンウェイ（英語版）（1763年 - 1848年） - 庶民院議員